# François Chauveau

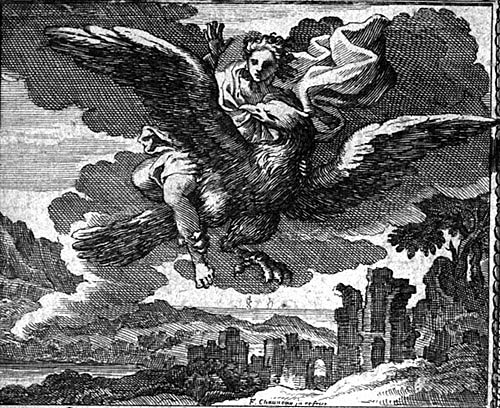
El rapto de Ganímedes

François Chauveau (París, 10 de mayo de 1613– París, 3 de febrero de 1676) fue un pintor y grabador francés. 

## Biografía
Fue alumno de Laurent de La Hyre. En 1663 ingresó en la Real Academia de Pintura y Escultura. Destacó más como grabador que como pintor, autor de ilustraciones y viñetas sobre obras literarias y reproducciones de cuadros de artistas como Eustache Le Sueur o su maestro La Hyre. Ilustró las obras de Molière, así como las Fábulas de La Fontaine, las Tragedias de Racine, Las Metamorfosis de Ovidio y la Jerusalén liberada de Torquato Tasso, así como varias obras de Jean Chapelain: Alarico, Andrómaca y La doncella. También elaboró estampas devotas, con oraciones generalmente de la Orden jesuita.